# Alció verd menut
L'Alció verd menut (Chloroceryle aenea) és una espècie d'ocell de la família dels alcedínids (Alcedinidae), que habita rius de la selva, pantans i manglars de la zona Neotropical, des del sud de Mèxic cap al sud, a través d'Amèrica Central fins a l'oest de l'Equador, est del Perú, est de Bolívia, nord del Paraguai i est del Brasil.